# بيرسونية ناعمة
بيرسونية ناعمة (الاسم العلمي:Persoonia levis) هي نوع غير مؤكد من النباتات تتبع جنس البيرسونية من الفصيلة البروطية.